# Марамзіна
Марамзіна́ (рос. Марамзина) — присілок у складі Білоярського міського округу Свердловської області.
Населення — 20 осіб (2010, 6 у 2002).
Національний склад станом на 2002 рік: росіяни — 100 %.